# Veolia Energia Polska
Veolia Energia Polska (do 20 stycznia 2015 r. pod firmą Dalkia Polska S.A.) – polskie przedsiębiorstwo zajmujące się produkcją i dystrybucją ciepła systemowego, zarządzaniem gospodarką wodno-ściekową (produkcja, uzdatnianie i dystrybucja), odbiorem i oczyszczaniem ścieków, zarządzaniem odpadami oraz termicznym przekształcaniem odpadów.
Veolia Energia Polska jest spółką dominującą w Grupie Veolia w Polsce, która działa w 75 miastach poprzez 6 głównych spółek operacyjnych: Veolia Energia Warszawa (w której posiada 97% akcji), Veolia Energia Łódź, Veolia Energia Poznań, Veolia Term, Veolia Industry Polska oraz Przedsiębiorstwo Wodociągów i Kanalizacji w Tarnowskich Górach oraz ich spółki zależne.